# Pier Larrauri
Pier Antonio Larrauri Conroy (Siena, 26 marzo 1994) è un calciatore peruviano con cittadinanza italiana, centrocampista del Ceahlăul.

## Biografia
È nato a Siena da madre peruviana e padre italiano.

## Carriera

### Club
Ha giocato nella massima serie peruviana.

### Nazionale
Nel 2011 ha giocato una partita con la nazionale peruviana Under-17.